# Мирза Мухаммед Мюсаввир
Мирза Мухаммед Мюсаввир (азерб. Mirzə Məhəmməd Müsəvvir; ум. 1901, Баку, Бакинский уезд, Бакинская губерния, Российская империя) — азербайджанский поэт, художник и каллиграф XIX века, член литературного общества «Маджмауш-шуара».

## Биография
Мирза Мухаммед родился в городе Казвин и в 1876 году переехал в Баку, где прожил до конца жизни. Он был художником, занимался каллиграфией, а также писал стихи под псевдонимом «Мюсаввир». Несмотря на отсутствие образования, Мюсаввир не был далёк от наук и был искусным шахматистом. Сеид Азим Ширвани писал о поэте, сравниная его искусство с манихейскими и китайскими художниками. Мирза Мухаммед скончался в Баку в 1901 году.